# Rodica Simion
Rodica Eugenia Simion, née le 18 janvier 1955 et morte le 7 janvier 2000, est une mathématicienne roumaine-américaine. Elle est professeure de mathématiques au Columbian College of Arts and Sciences (en)  de l'université George-Washington. Ses recherches concernent la combinatoire : elle est une pionnière dans l'étude des modèles de permutation, et une experte des partitions non croisées.

## Biographie
Rodica Simion est l'une des meilleures concurrentes des olympiades nationales roumaines de mathématiques. Diplômée de l'université de Bucarest en 1974, elle rejoint les États-Unis en 1976. Elle fait ses études supérieures à l'université de Pennsylvanie, et soutient son doctorat en 1981 sous la direction de Herbert Wilf,. Après avoir enseigné à l'université de l'Illinois du Sud et au collège Bryn Mawr, elle rejoint l'université George-Washington en 1987, et devient professeure au Columbian College en 1997.

## Résultats mathématiques
Les travaux de thèse de Rodica Simion concernent la concavité et l'unimodalité de certaines séquences définies de manière combinatoire, et comprennent ce que Richard P. Stanley appelle « un résultat très influent », selon lequel les zéros de certains polynômes sont tous réels.
Avec Frank Schmidt, elle est l'une des premières à étudier la combinatoire des ensembles de permutations évitant des motifs ; elle trouve une preuve bijective que les permutations triables par pile et les permutations formées par l'entrelacement de deux séquences monotones sont équinombrables, et trouve des énumérations combinatoires de nombreuses classes de permutations. Les « permutations simsun » ont été nommées d'après elle et Sheila Sundaram, après leurs études initiales de ces objets, ; une permutation simsun est une permutation dans laquelle, pour tout k, la sous-séquence des plus petits k éléments n'a pas trois éléments consécutifs en ordre décroissant.
Rodica Simion effectue des recherches approfondies sur les partitions non croisées, et devient « peut-être la principale autorité mondiale » en la matière.

## Autres activités
Rodica Simion est la principale organisatrice d'une exposition sur les mathématiques, Beyond Numbers [Au-delà des nombres], au Maryland Science Center, basée en partie sur une exposition similaire à l'université George-Washington qu'elle co-organise,. Elle est également l'une des responsables du programme d'été annuel de l'université George-Washington pour les femmes en mathématiques. 
En dehors  de ses activités mathématiques, Simion est aussi poète et peintre,; son poème « Immigrant Complex » est publié dans un recueil de poésies mathématiques en 1979.

## Publications choisies
- (en) Simion Rodica, « A multi-indexed Sturm sequence of polynomials and unimodality of certain combinatorial sequences », Journal of Combinatorial Theory, vol. 36, no 1,‎ 1984, p. 15–22 (DOI 10.1016/0097-3165(84)90075-X).
- (en) Simion Rodica et Frank W. Schmidt, « Restricted Permutations », European Journal of Combinatorics, vol. 6, no 4,‎ 1985, p. 383–406 (DOI 10.1016/s0195-6698(85)80052-4).
- (en) Simion Rodica et Daniel Ullman, « On the structure of the lattice of noncrossing partitions », Discrete Mathematics, vol. 98, no 3,‎ 1991, p. 193–206 (DOI 10.1016/0012-365X(91)90376-D).
- (en) Simion Rodica, « Noncrossing partitions », Discrete Mathematics, vol. 217, nos 1-3,‎ 2000, p. 367–409 (DOI 10.1016/S0012-365X(99)00273-3).

## Reconnaissance
Rodica Simion figure dans un jeu de cartes à jouer présentant des mathématiciennes remarquables, publié par l'Association of Women in Mathematics.